# Johannes Ebbesen
Johannes Ebbesen (Hvide) var marsk for kong Valdemar Sejr og korsfarer. Han blev sandsynligvis født ca. 1185 i Knardrup, Ølstykke Herred, og døde 1232 i Akko i Det hellige land.
Han var søn af Ebbe Sunesen (Hvide) fra Knardrup og nevø til biskop Peder Sunesen af Roskilde (1192-1201) og ærkebiskop Anders Sunesen af Lund (1201-1223). 
Sandsynligvis tog han del i et korstog bestående af tyske, engelske og skandinaviske riddere som sejlede fra Palermo i sommeren 1227. Hvis det stemmer, passer det med at hans testamente kan være skrevet i 1226-27 – her testamenterede han 40 mark sølv til etableringen af en kirke og et dominikanerkloster for Sankt Katharina i Roskilde. Klosteret fungerede til Reformationen i 1536.
Han blev begravet på Sankt Nikolai kirkegård i Akko, sandsynligvis en kirkegård der var forbundet med Den Tyske Orden i Akko.